# Кронверк Петропавловской крепости

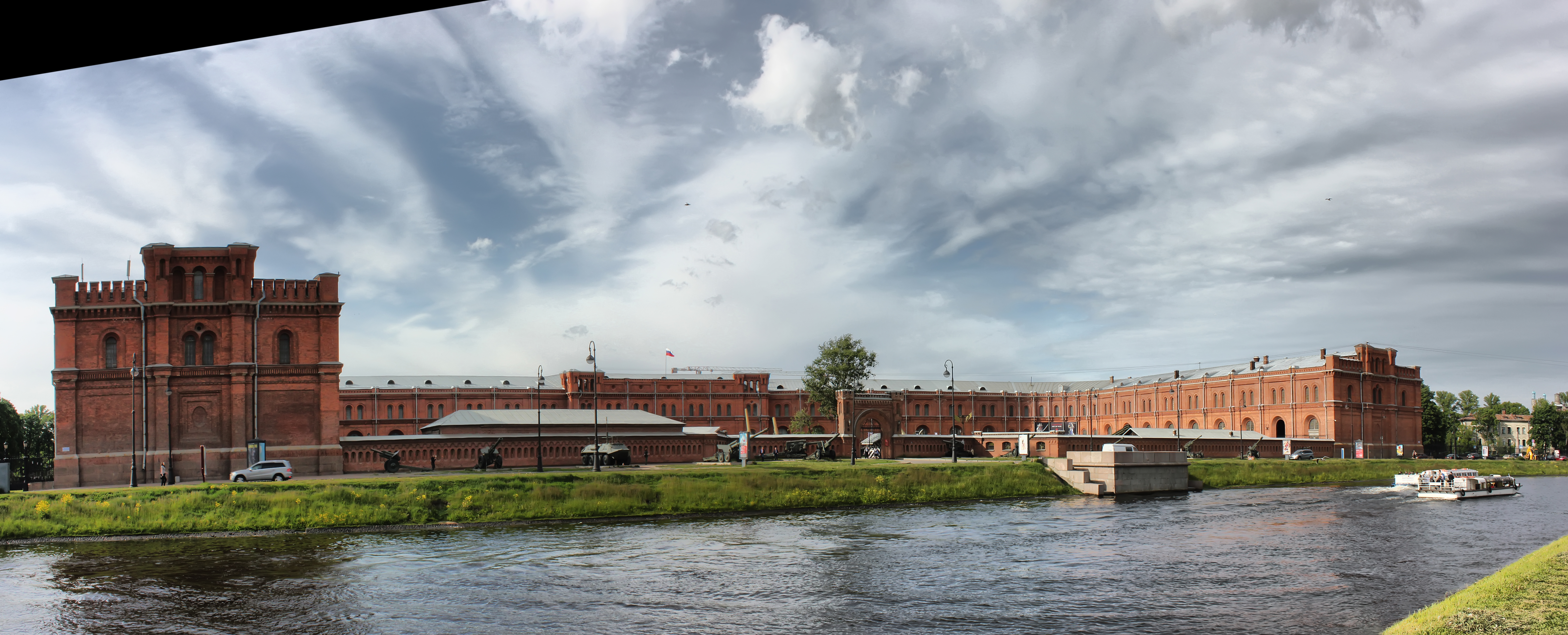
Вид от Петропавловской крепости

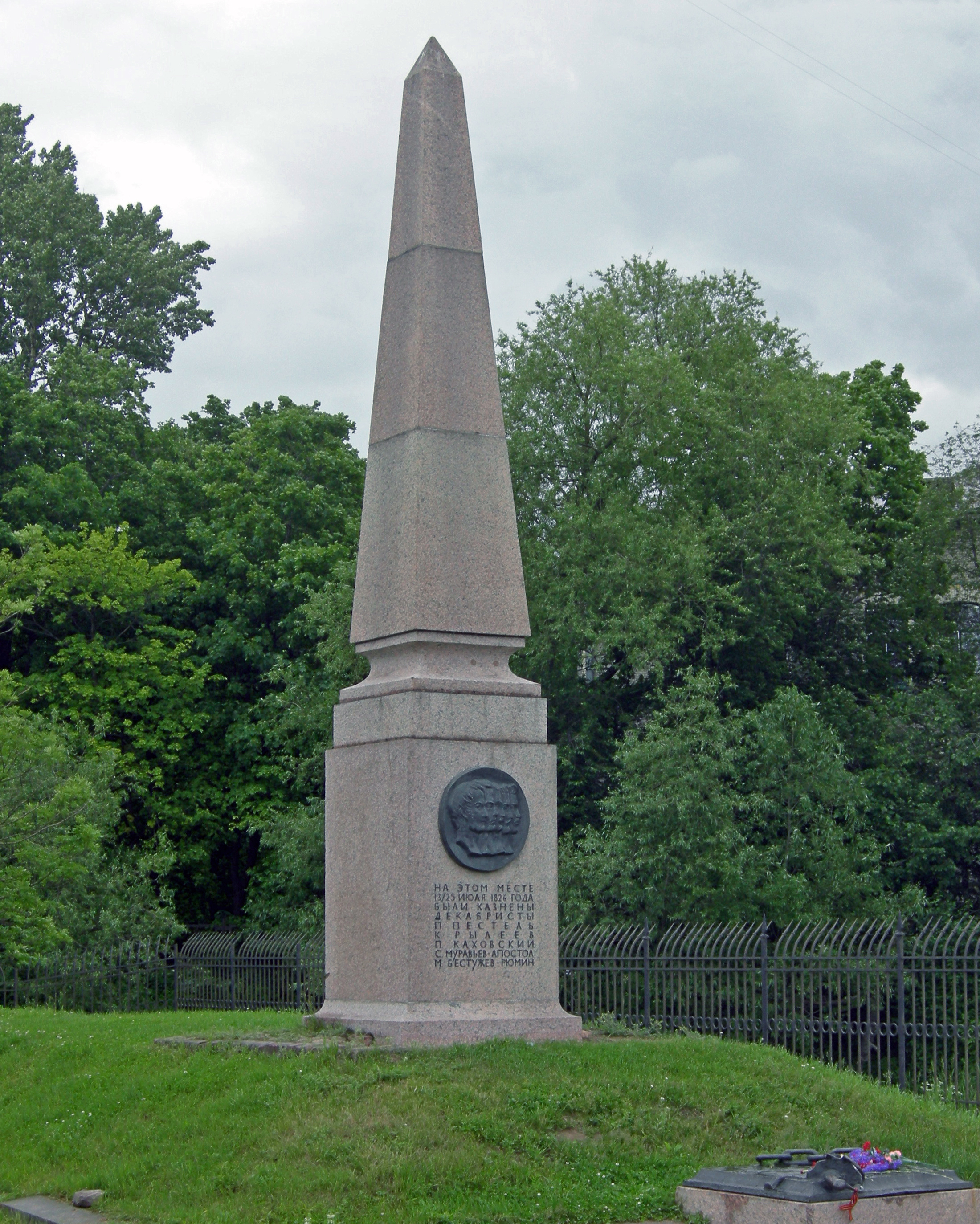
Обелиск казнённым декабристам

Кронверк Петропавловской крепости — памятник архитектуры. Расположен в Санкт-Петербурге, современный адрес здания — Александровский парк, 7, Кронверкская набережная, 7. По нему появились названия Кронверкского пролива, а также Кронверкских моста, проспекта и набережной.
Кронверк, вспомогательное земляное многоугольное (в форме короны) укрепление с рвами перед ним и с гласисом, начали строить в 1705 году через проток от земляной Петропавловской крепости. В 1706 году случился пожар, поэтому строительство завершили только к 1709 году. Среди зданий укрепления были провиантский, артиллерийский и пушечный дворы, цейхгауз Преображенского полка, верфи и гарнизонные казармы. Кронверк был соединён с крепостью мостом.
В 1752 году под руководством генерал-майора А. П. Ганнибала было произведено восстановление обветшавшего сооружения: углублён и расширен Кронверкский проток, сам кронверк отстроили «земляным зданием на каменном фундаменте».
В начале XIX века местность получило в распоряжение Министерство коммерции, с 1808 года здесь работало мореплавательное и судостроительное училище. В 1800 году реконструкцию кронверка проводил П. П. Берг.
13 июля 1826 года на восточном валу кронверка было казнено пять декабристов. На предполагаемом месте их повешения в 1975 году был установлен обелиск.
В 1850 году по проекту П. И. Таманского началось строительство каменного сооружения, которое после окончания постройки в 1860 году стало использоваться как артиллерийский арсенал. С 1869 года в восточной части кронверка разместили перенесённые из здания Старого арсенала артиллерийские орудия, старинные русские и трофейные орудия, штандарты и знамёна; с 1872 года эта коллекция получила название Артиллерийского музея. Вместо гласиса был разбит Александровский парк.
Здание подковообразное в плане, стилизовано под средневековую крепость. Стены сделаны из известняковых плит и облицованы кирпичом. В оформлении интерьеров используются готические мотивы. У здания два этажа, над галереями первого этажа расположены антресоли. С 1861 года с южной стороны была построена горжевая стена с воротами.
После Великой Отечественной войны здание было приспособлено для нужд музея по проекту К. Д. Халтурина, И. Н. Бенуа и Д. И. Сметанникова. В 1963 году Артиллерийский музей объединился с Центральным Историческим военно-инженерным музеем, с 1965 года в нём работает отдел истории войск связи.